# Hypospila concisa
Hypospila concisa är en fjärilsart som beskrevs av Walker 1865. Hypospila concisa ingår i släktet Hypospila och familjen nattflyn. Inga underarter finns listade i Catalogue of Life.